# Sants
Sants, ou quartier de Sants (barri de Sants, en catalan), est un quartier très populaire de Barcelone, situé à l'ouest de l'Eixample. Il est dans le district de Sants-Montjuïc.
Avant de faire partie de Barcelone, Sants était une ville indépendante qui basait son économie sur l'industrie textile et la mode.
La Festa Major de Sants commence chaque année le troisième lundi d'août.

## Gare
La gare de Barcelone-Sants est reliée au réseau du métro de Barcelone, exploité par les Transports Metropolitans de Barcelona. La station TMB est dénommée Sants Estació. Les lignes L3 et L5 du métro de Barcelone desservent cette station.

## Can Vies

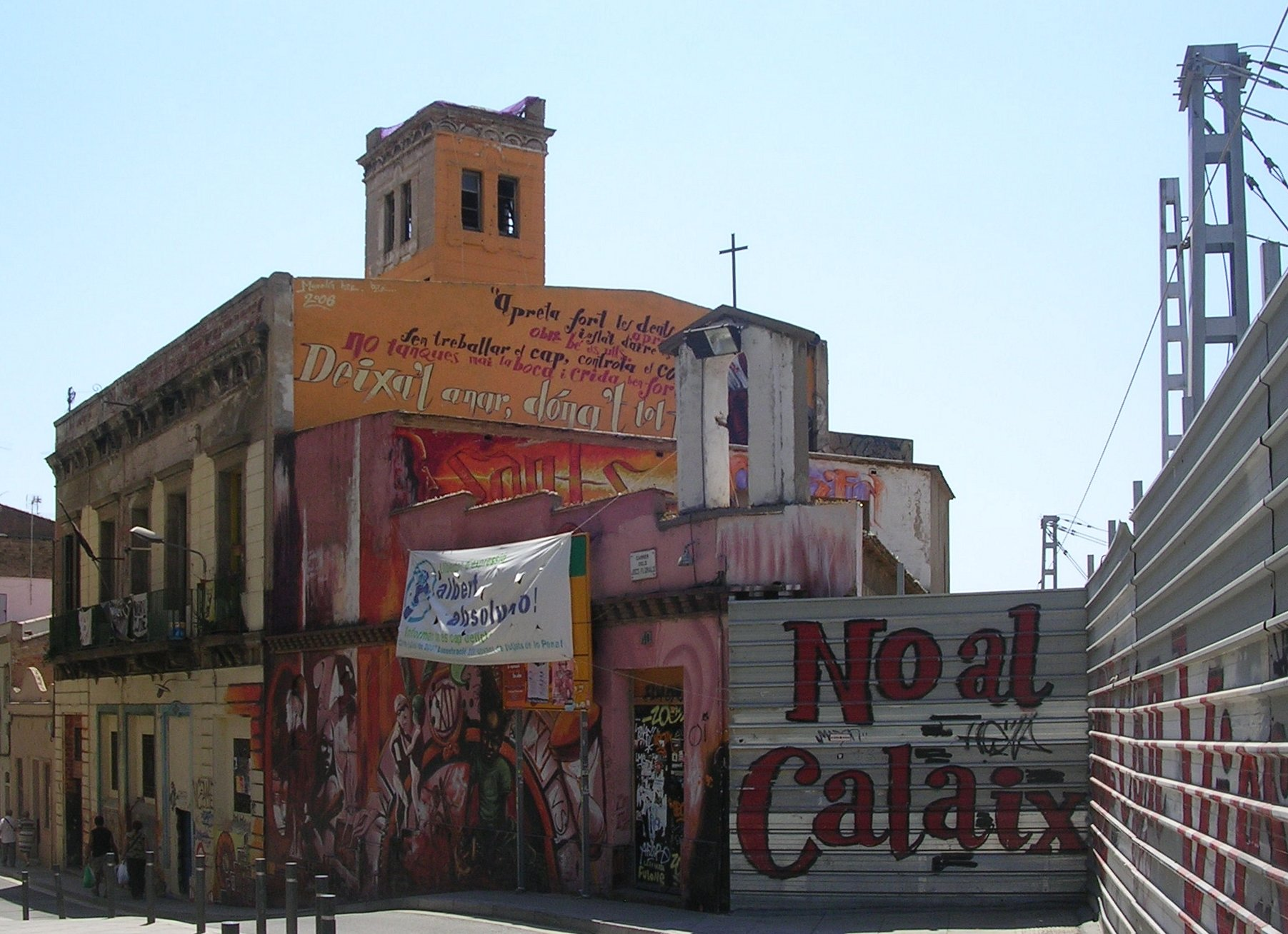
Can Vies

Le CSA Can Vies (aussi connu comme le Centre Social et Culturel, Autogéré et Occupé Can Vies) est un immeuble construit en 1879, le long des voies ferrées. Il est situé carrer dels Jocs Florals dans le quartier de Sants. Il est collectivisé en 1936 par la CNT. En 1997, le bâtiment est abandonné par l’entreprise gérant les transports publics de la ville. Un groupe de jeunes l'occupe et s'en sert comme d'un centre social en autogestion, d'infoshop, de lieux de contre-culture et de rencontre autonome. En mai et juin 2014, des manifestations violentes de 7 000 personnes puis des émeutes ont éclaté dans plusieurs villes en Catalogne et en Espagne lors d'une tentative réussie d'empêcher son expulsion. Le bâtiment a été partiellement démoli puis reconstruit avec un financement participatif par la communauté locale.